# Alessandro Franchi (pittore)
Alessandro Franchi (Prato, 15 marzo 1838 – Siena, 29 aprile 1914) è stato un pittore italiano.

## Biografia
Notevole ritrattista e frescante attivo soprattutto tra Prato, Siena e la Liguria. Ha studiato all'Accademia di belle arti di Siena, nella quale poi insegnò e della quale è divenuto poi direttore. Le sue opere più importanti, di soggetto sacro, le troviamo nel duomo di Siena: il mosaico della facciata, raffigurante la Presentazione al tempio e i graffiti del pavimento, raffiguranti le Virtù e le Storie bibliche.
Di pari importanza è da segnalare la cappella (completamente affrescata) detta dei "Vinaccesi" nel duomo di Prato, con le storie dell'Antico Testamento e una tavola raffigurante il trasporto del corpo di Santo Stefano nel prospiciente museo diocesano; dipinto che realizzò nel 1860, ad appena 21 anni.
Il suo stile pittorico, idealizzato ma con accenni realisti, è caratterizzato da una profusione di colori molto luminosi, riallacciandosi a varie correnti internazionali, quali il nazaresimo e il romanticismo italiano di impronta hayeziana.
Sposò la figlia di Luigi Mussini; accanto ad essa fu sepolto nel cimitero della Misericordia di Siena.